# Macerio nublio
Macerio nublio är en spindelart som beskrevs av Alexandre B. Bonaldo och Antonio D. Brescovit 1997. Macerio nublio ingår i släktet Macerio och familjen sporrspindlar. Inga underarter finns listade i Catalogue of Life.